# Pyrrhocoma ruficeps
Pyrrhocoma ruficeps е вид птица от семейство Тангарови (Thraupidae), единствен представител на род Pyrrhocoma.

## Разпространение
Видът е разпространен в Аржентина, Бразилия и Парагвай.